# Parūsheh
Parūsheh (persiska: Parshū, پروشه, پرشو) är en ort i Iran.   Den ligger i provinsen Gilan, i den norra delen av landet, 170 km nordväst om huvudstaden Teheran. Parūsheh ligger 188 meter över havet och antalet invånare är 180.
Terrängen runt Parūsheh är bergig åt sydväst, men åt nordost är den kuperad. Parūsheh ligger nere i en dal. Runt Parūsheh är det ganska tätbefolkat, med 134 invånare per kvadratkilometer. Närmaste större samhälle är Amlash, 16,6 km norr om Parūsheh. I omgivningarna runt Parūsheh växer i huvudsak blandskog.